# 富臨集團

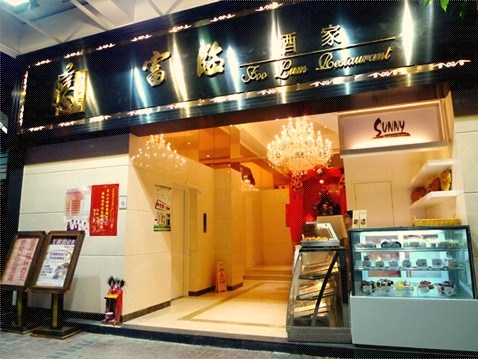
富臨酒家灣仔店（已結業）

富臨集團（英語：Fu Lum Group，港交所：1443），是香港一家中式酒樓飲食集團，成立於1992年，當時在深圳晶都酒店擔當行政總裁的大哥楊潤全決定回香港和兩位弟弟楊潤基和楊維合伙在大角嘴開辦富臨火鍋食館，主打火鍋，及後又以燒鵝作為招牌菜，至今已經有30多年的歷史。
2001年，富臨集團於觀塘區開設第一間富臨漁港。2002年陶源酒家（鮑魚專門店）成立。2005年，囍臨門酒家亦相繼成立。

## 財務狀況
2020年5月6日，富臨集團發盈警，預期截至三月底止年度蝕逾2億元，2019年同期錄得約2558萬元純利，主要由於2019年市場氣氛疲弱，以及疲情影響，預計收益減少26%至32%。
2020年6月29日，富臨集團公布截至2020年3月31日之2019-20年度業績。該年度純利虧損6.37億港元（下同），相對於2018-19年度全年純利2550萬元，由盈轉虧。期內總收入18.54億元，相較去年收入26.27億元減少29.4%。其中香港業務收入17.45億元，按年減少30.3%，中國大陸業務收入1.09億港元，按年減少12.2%。總顧客人數約為1800萬人次，相較去年約2420萬人次減少約25.6%。集團毛利率由去年度70.4%下降至本年度65.3%。每股虧損49.04仙。本年度不派發末期股息。富臨集團指虧損主因是香港自2019年6月起陷入社會動盪，加上2020年初爆發疫情，令餐飲需求疲勢加劇。集團已參加兩輪「保就業計劃」，減輕財務壓力。同年12月，集團位於沙田偉華中心的「富臨薈」，被業主入稟高等法院，追討自2020年9月起共4個月的租金、地租及雜費等共163.5萬港元。業主亦要求法庭頒令，要在2021年1月1日交吉舖位。
2021年初，22名員工在上水天平邨富臨皇宮酒樓工作的員工入稟勞資審裁處，要求富臨集團追討遣散費、代通知金及假期補償。雙方到同年2月16日達成和解協議，每人獲賠償約2000多元至2萬多元不等。有員工表示能取得賠償感到開心，形容是「救命錢」。該酒樓在2020年2月停業，22名員工被要求放無薪假超過3個月，到5月向勞工處求助。到同年3月21日，富臨皇宮位於北角，由2016年承租的分店結業。
截至2022年3月底，富臨集團原來虧損近7,880萬，加上政府補貼約2,960萬，虧損縮減至4,916萬，而2021年同期獲得政府資助額總數為1.28億元。管理層解釋因全球局勢，令產業供應鏈緊張，令食材成本增加；加上疫情嚴峻，疫苗通行證、圍封強檢及縮減營業時間等不利因素，對經營造成巨大挑戰。而獨立核數師則質疑集團持續經營的能力。

## 業務及發展
富臨集團業務非常廣泛，截至2025年8月，在香港經營64間舖。員工總人數約2219人，較2019年同期3290名員工減少1071人或32.5%。

### 中菜、台式、港式、火鍋及聯誼會

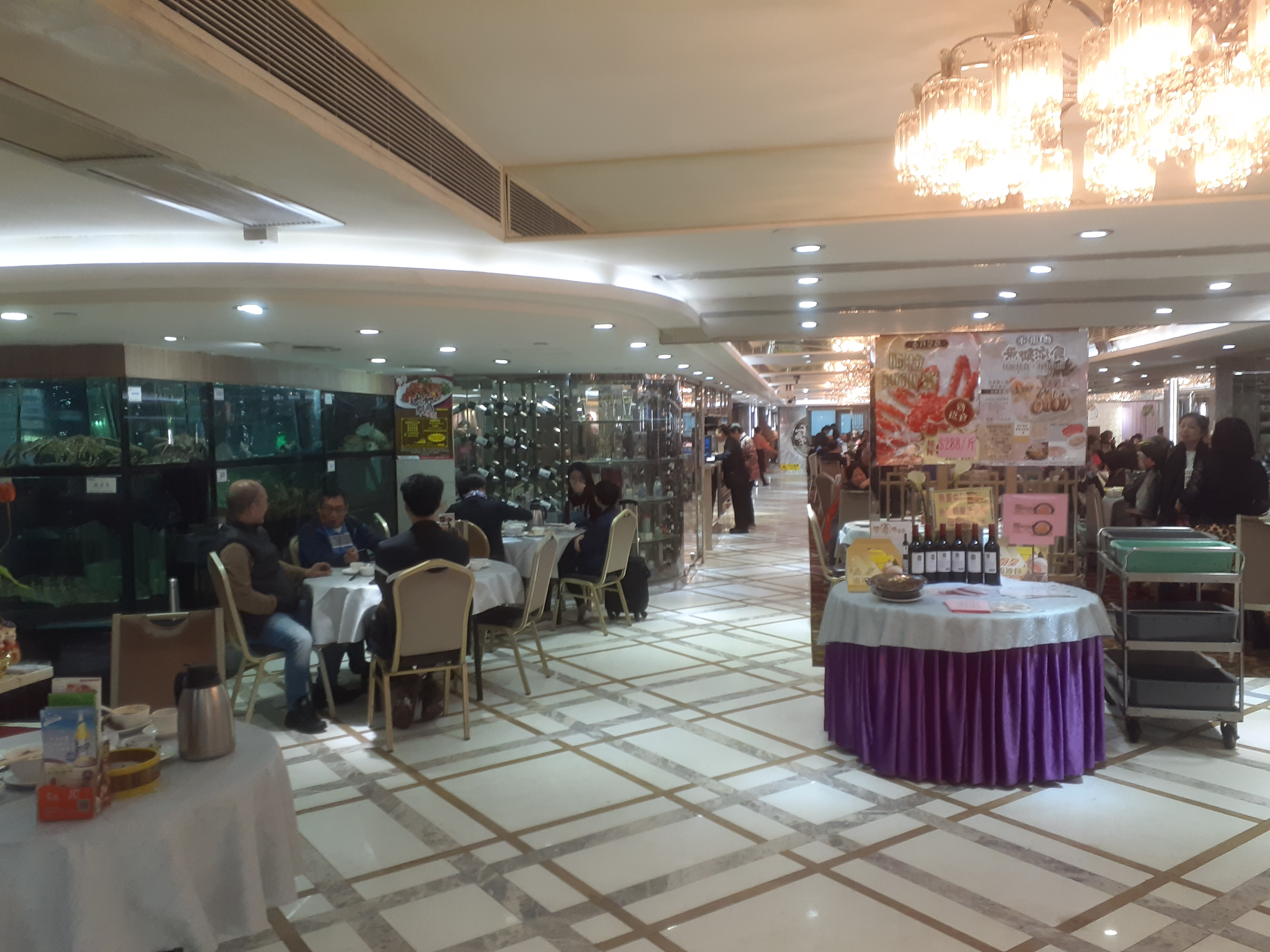
富臨酒家長沙灣廣場店（已結業）

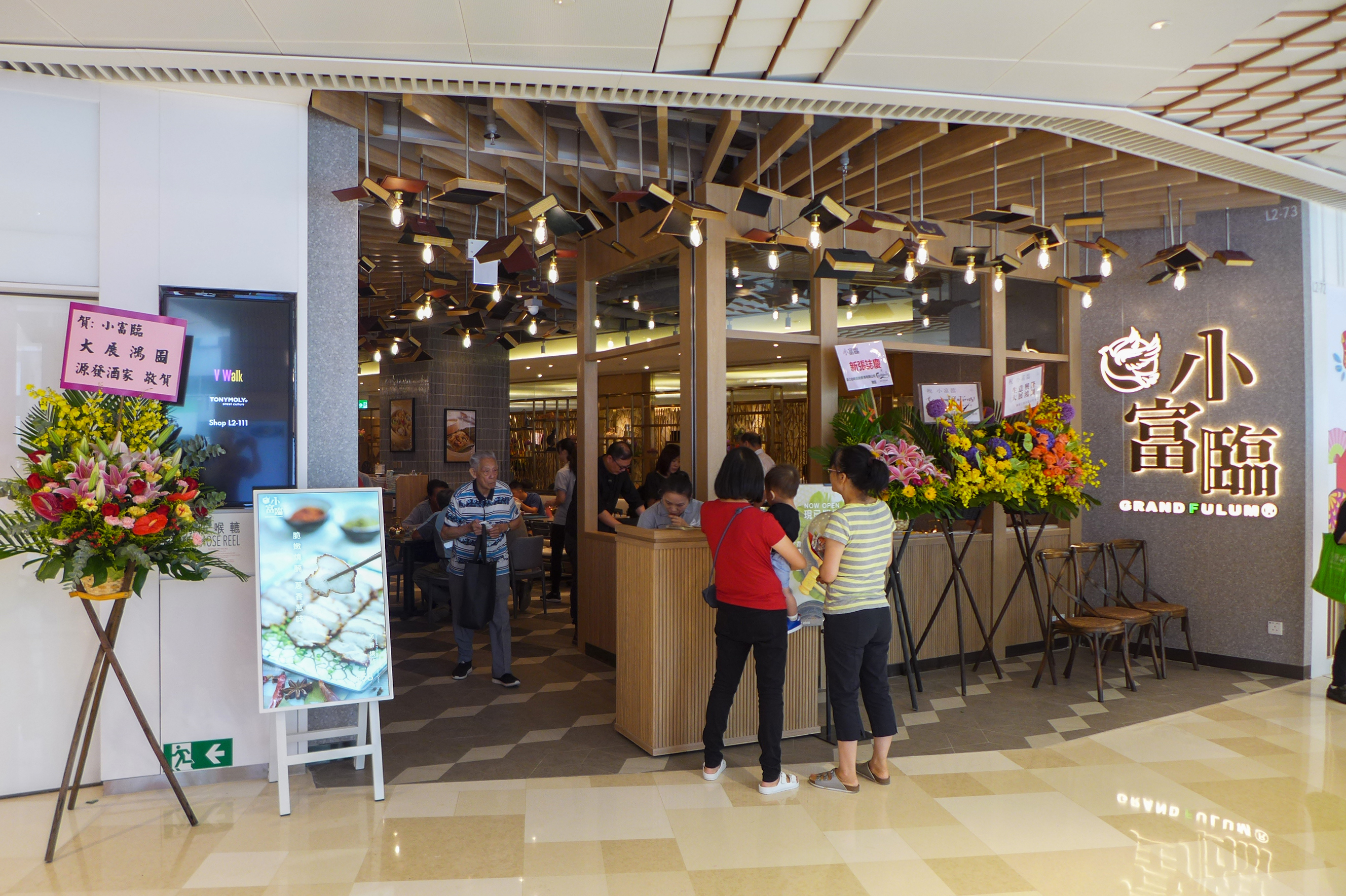
小富臨在南昌站上蓋V Walk的分店（已結業）

- 陶源酒家（5間）
- 富臨漁港（2間）
- 富臨酒家（4間）
- 富臨皇宮
- 囍臨門酒家
- 正冬火煱料理
- 正冬魚塘公
- 四季文昌
- 三多多工房外賣部
- 金滿會
- 富城薈
- 叉燒丼家[11]

### 韓國菜

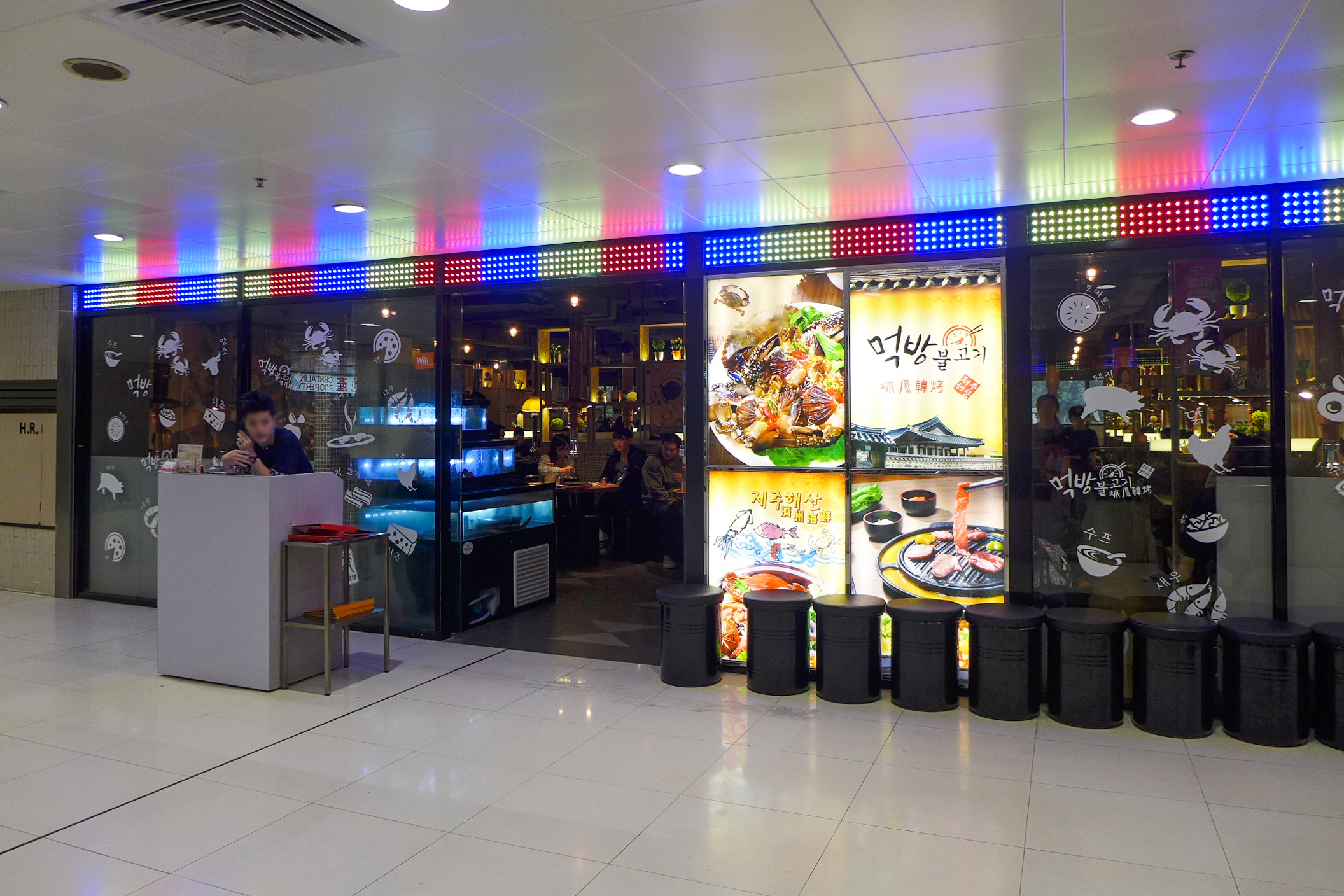
炑八韓烤在沙田偉華中心分店

- 炑八韓烤
- 炑八Taste
- 炑八韓烤親子餐廳
- 柞木炭家
- 濟州燒肉食堂
- BANCHAN and COOK
- 雪下覓炙 SEOLHAMYEOK
- 貊炙
- 山洞食堂
- CHIMAC[12]

### 其他
- COTI
- 吉田倉
- Coti the Bistro
- PHI COFFEE & PANCAKE[13]
- Cafe Foodeli
- 喫茶ちょうぼ Choubo Kissaten[14]
- Terrace in Seaside 바다 앞 테라스

### 美食廣場

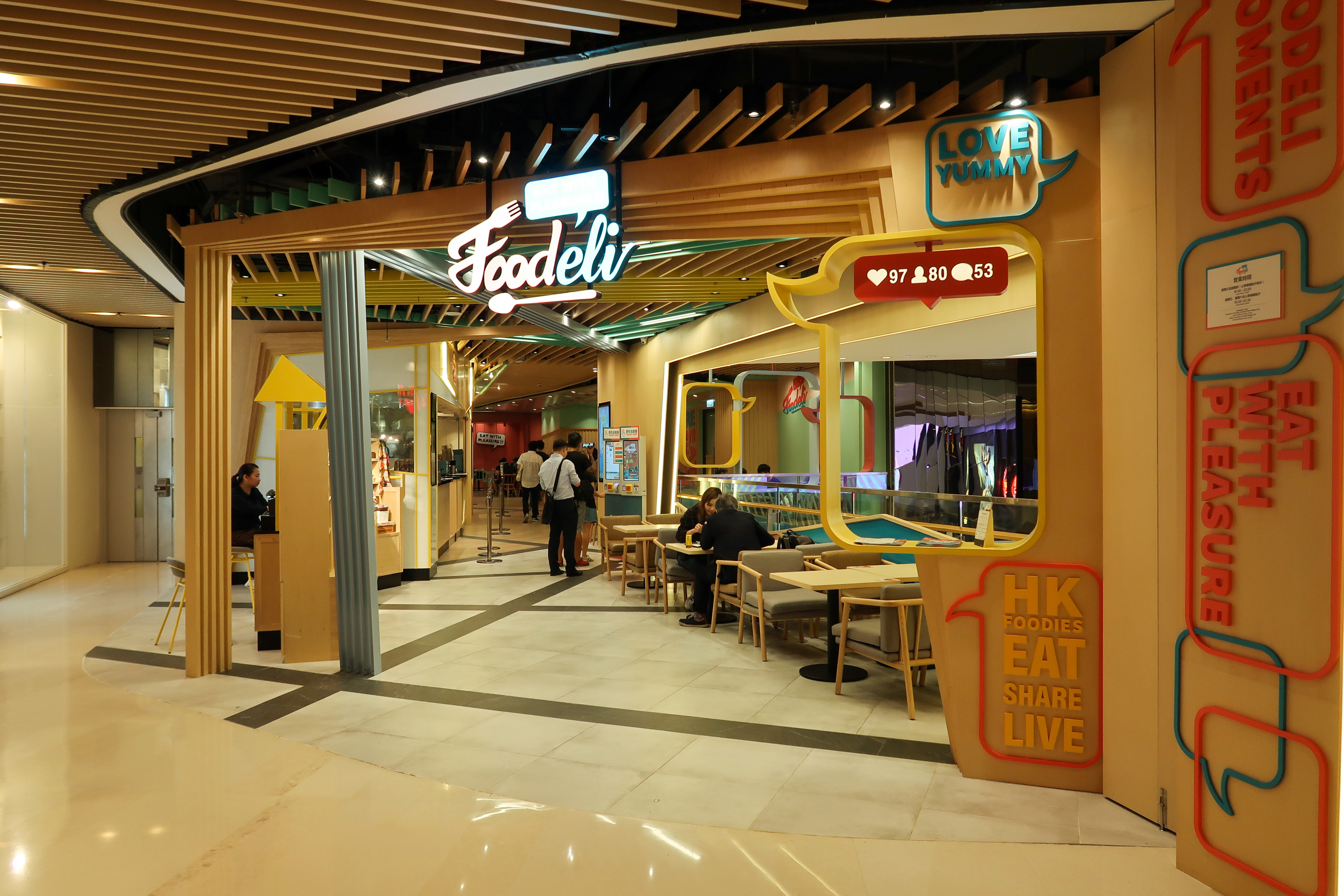
YOHO MALL 形點Foodeli美食廣場

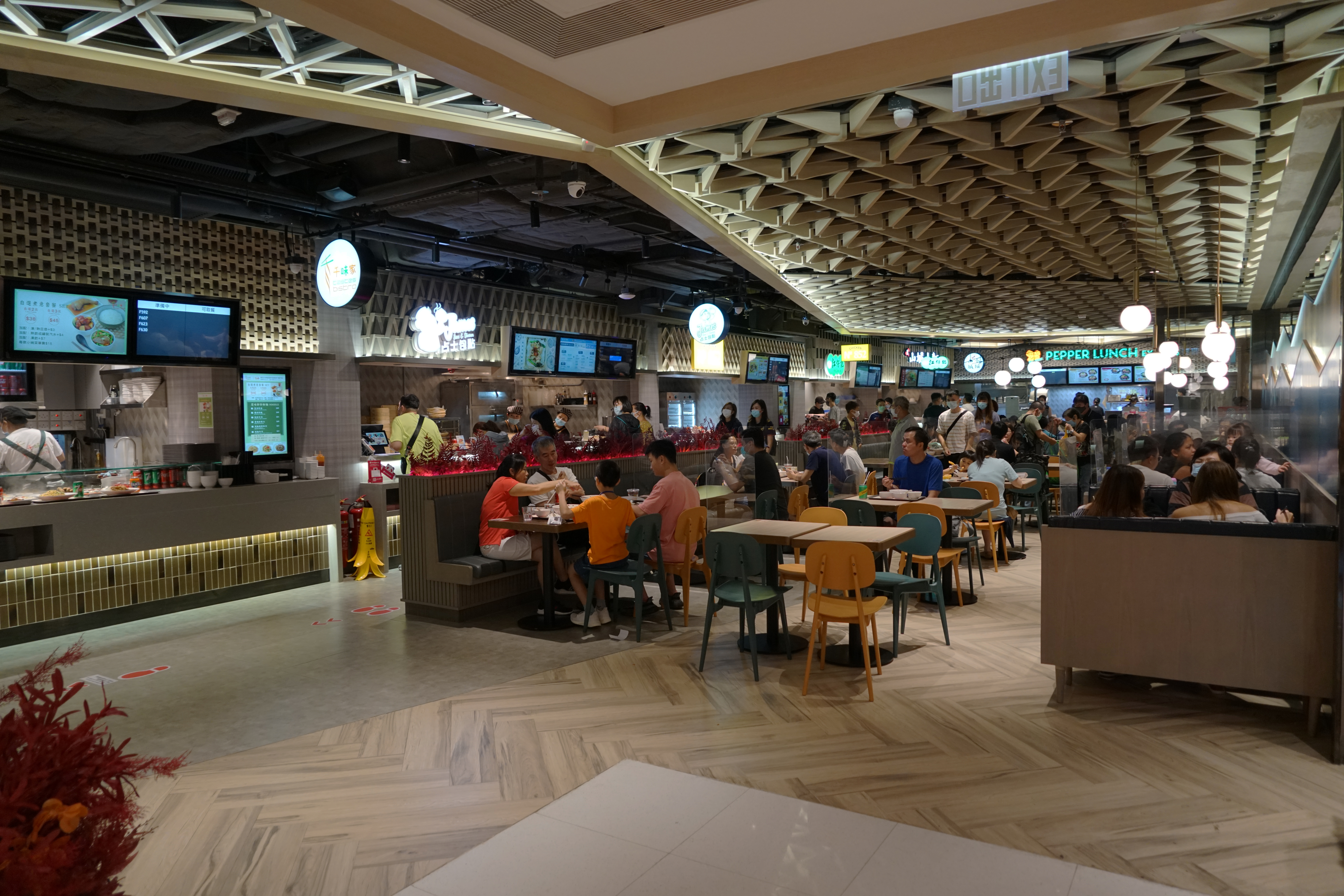
德福廣場Foodeli美食廣場

- Foodeli，為富臨集團旗下首個元朗美食廣場品牌，在2019年7月9日於元朗YOHO MALL 形點開幕，13個餐飲品牌中，其中3個品牌屬富臨自營。場內提供逾280個座位。第二間分店在2020年7月15日[15]於九龍灣德福廣場二期開幕，設10間小食店。
- Food Yum，位於領展旗下的旺角彌敦道700號 T.O.P This is Our Place商場地庫，2020年11月末開業。[16]
- Food Maze，位於屯門市廣場，2021年12月19日開業。[17]
- 位於啟德AIRSIDE美食廣場[18]

### 已結束業務
集團已結束的業務包括：
- 漢拏山烤肉
- 饕鍋物台灣手工火鍋
- 富臨粵之味
- 一代日式料理
- 大家姐雲南米線
- 金皇海鮮酒家
- 正東胡同烤豬
- 佐敦金皇廷酒家
- 佐敦海里鮮蒸氣火鍋
- 深水埗富城火鍋
- 屯門海麗花園龍門冰室
- 龍門冰室香港仔店
- 小富臨（V Walk店為其唯一分店）
- 吉田食品超市
- 富城火鍋海鮮酒家

## 持有物業
- 油塘鯉灣天下地下5及6號舖，連1樓部分樓面，面積逾24251平方呎
- 荃灣山德士中心5層樓面及一籃子車位，涉約9萬方呎
- 深水埗青山道15號富臨門大廈地下1至6號舖、與1樓一批單位
- 屯門屯門中央廣場1樓舖位連雙車位
- 西營盤皇后大道西409號怡景花園面積16,374方呎地舖
- 尖沙咀加連威老道98號東海商業中心地下16號鋪及地庫，地下入口面積約977方呎，地庫約18,493方呎，總樓面19,470方呎
- 旺角太子道西103-107地下及閣樓，斥資約1.05億元購入，面積約5700方呎，呎價約1.84萬元
- 屯門建榮街24-30號地下A舖及1與2樓的A舖
- 黃大仙龍翔道120號新光中心地下入口、1至4樓，以及37個車位，總面積約95,340方呎。
- 觀塘鴻圖道90號2樓至5樓
- 九龍灣偉業街38號富臨中心A座26樓，擬用作集團之辦公室。
- 土瓜灣定安大廈地下及一樓
- 沙田石門安群街1號京瑞廣場2期
- 沙田瀝源街7號沙田娛樂城

## 爭議事件

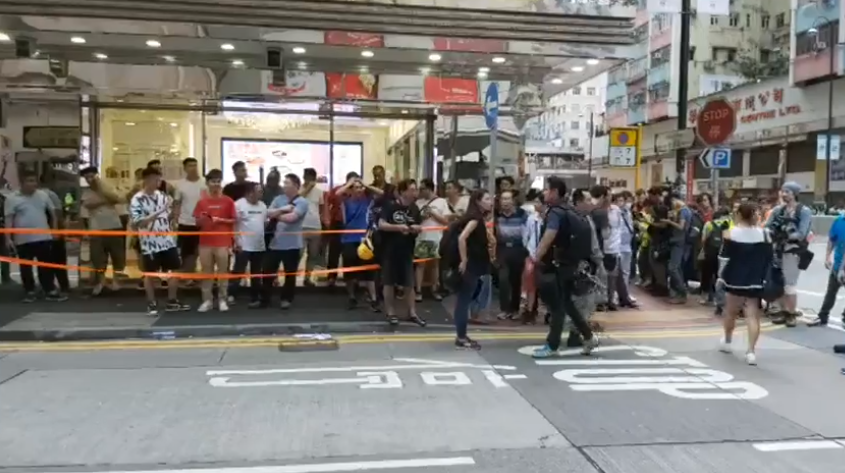
2019年8月5日，大批人士聚集在北角富臨皇宮酒家外聚集，但警員未有理會

- 2017年，富臨漁港、富臨酒家及富臨皇宮的分店售賣的「粟米石斑塊」曾被懷疑以鯰魚充當石斑，涉嫌違反《商品說明條例》，被香港海關發出8張傳票，票控各酒家之經營公司。該控罪指出上述酒家於2016年7月及2017年3月售出標有「粟米石斑塊」的食品，「石斑」一詞違反《商品說明條例》，「石斑塊」經化驗後驗出實為「鯰魚塊」。有記者到富臨酒家及富臨皇宮分店查個究竟，得知店家自從有顧客爭拗菜式用的是一般魚而不是「斑」及公司被控告後，已將菜式名稱更改為「粟米魚塊」，但材料沒有改變，並指「其實魚塊即是斑塊，都是一樣品種的魚」[19][20]。

### 香港修例風波期間的政治立場爭議
- 於2019年8月11日舉行的反送中運動港島東集會，由於北角富臨皇宮酒家聚集福建幫人士，門外更發生打鬥黑衣人和記者事件，引發網民（泛民主派支持者）呼籲罷食富臨集團旗下餐廳，其facebook專頁亦有不少批評聲音。[21]

### 2019冠狀病毒病期間事件

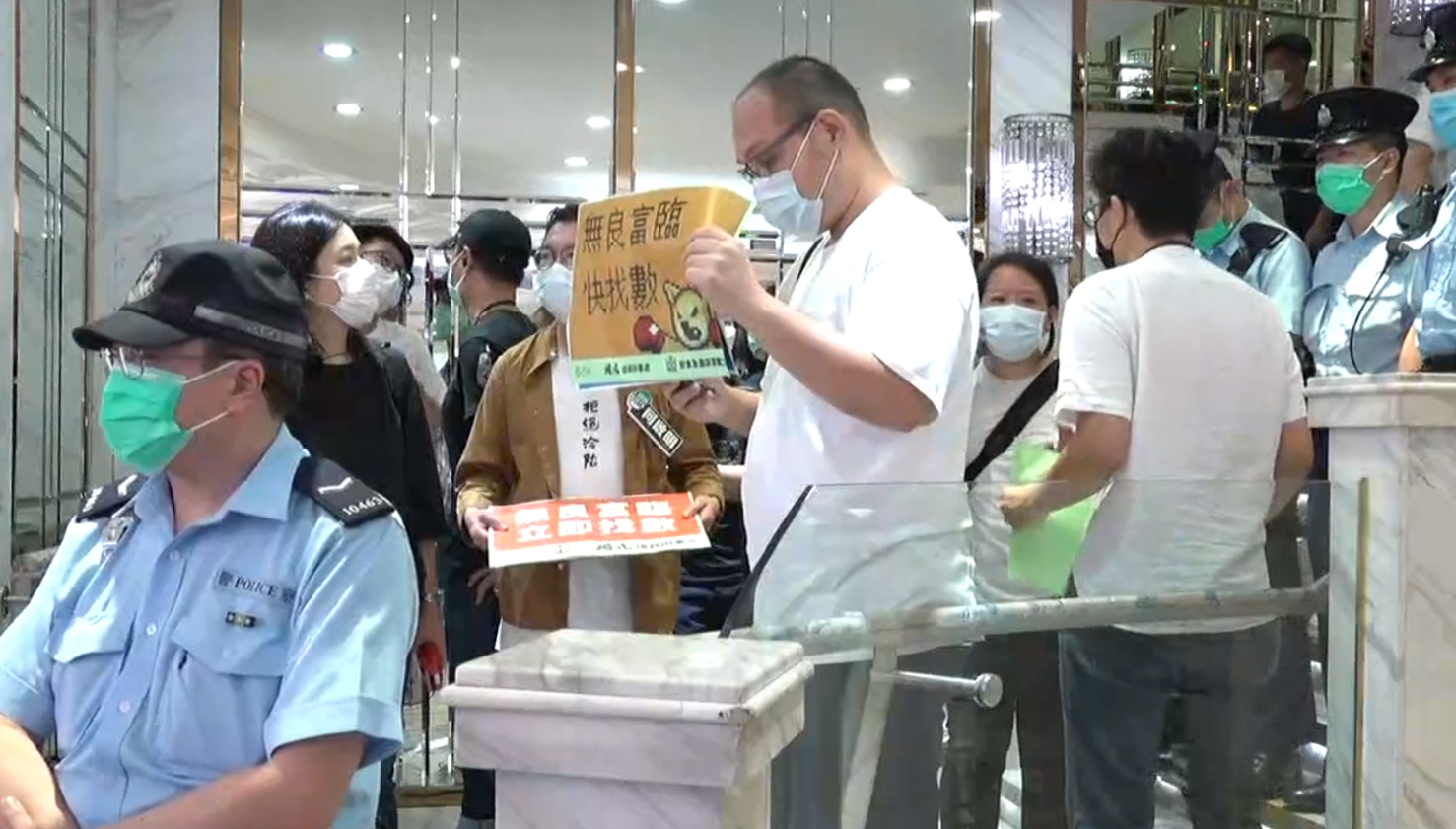
2020年5月10日，職工盟協助員工到美孚富臨皇宮抗議，而酒樓職員報警處理

- 於2020年2月8日，富臨集團旗下灣仔菲林明道的陶源酒家點心師傅2月8日發病確診新型肺炎[22]。富臨集團其後宣佈旗下約20間餐廳短暫休業，並要求員工放無薪假期，並徹底清查。[23][24][25][26][27]
- 不過，富臨其後被指控以無薪假之名，迫使工友無限期停薪留職。協助工友的飲食及酒店業職工總會及民協區議員楊彧、何啟明，於5月10日連同數名工友前往富臨皇宮美孚分店抗議。工會指出，富臨申請政府保就業資助，卻要求員工放無薪假，同時一直聘請時薪50元的臨時工維持營業，認為這是逃避責任，要求盡快作出員工的遣散安排，還員工應有勞工權益。期間，激進左派人士「大波Man」石房有亦到場叫囂，在場人士問石是否老闆欠薪就是正確，石房有回答「係」，最後石房有獲警察如其私人保鑣一樣護送離開，職工盟組織幹事林小薇及草根行動媒體記者則被拘捕。多個工會認為明顯是濫捕，晚上9時於長沙灣警署門外聲援。[28][29][30]
- 第三波疫情下富臨屯門中央廣場分店7月11日生日晚宴中多人確診，同場另有食客也染疫。食環署曾到該處調查，發現有員工處理食物時沒戴口罩，枱距也少於1.5米，已向該餐飲處所負責人提出檢控。[31]
- 上水天平邨富臨皇宮酒樓在2020年2月停業，22名員工早前入稟勞資審裁處，稱他們被要求放無薪假超過3個月，遂向富臨集團追討欠薪、遣散費及代通知金等。富臨集團要求員工無限期放無薪假，又在合約列明員工受僱期間不得為其他公司工作，亦曾要求員工簽署放無薪假的同意書。有員工表示，他自2020年2月中旬開始放無薪假，直至同年5月向勞工處求助，翌日才獲富臨告知可調去其他分店工作。他認為富臨長達3個月不通知復工安排，形同將其解僱。富臨一方的代表稱，集團上司仍未有定案。審裁官聽畢表示，即使涉事員工已簽署同意停薪留職的文件，該文件不一定有效，遂將案件押後至明年2月16日再訊，以待雙方索取法律意見及準備文件。工聯會權益委員會副主任鄧家彪陪同富臨的員工在庭外接受訪問。有員工表示，放無薪假時要向親朋戚友借生活費，並靠做替工維生，希望早日追討應得的賠償。[32]
- 富臨集團屬下的陶源酒家與「南沙華僑總會」涉嫌違反防疫規定，而該組織的永遠榮譽或名譽會長，分別是鄭耀棠、吳秋北、高永文、何君堯、黃定光及盧寵茂一干人等[33]，該組織的聚會涉嫌在同一天最少於兩個處所嚴重違反防疫限聚令，包括於7月17日在尖沙嘴國際廣場的陶源酒家舉行的晚宴，當晚約有170人出席飯局，然而陶源酒家是屬於衛生署的C類運作模式食肆，根據防疫規例，每枱最多坐6人，食客人數不得超過該場所通常座位數目75%，而宴會的人數上限為20人，因此舉行該聚餐的組織及有關食肆已涉及違反防疫規定，而警方在傳媒查詢時未有正面回應「南沙華僑總會」涉嫌兩度違反限聚令的事件[34]。

## 外部連結
- 富臨集團官方網站（页面存档备份，存于）（繁體中文）
- 富臨集團控股有限公司官方網站（页面存档备份，存于）（繁體中文）